# Los Cerralbos
Los Cerralbos là một đô thị trong tỉnh Toledo, Castile-La Mancha, Tây Ban Nha. Dân số 465, diện tích 40 km², và mật độ 11.6 người/km².